# 金沙滨河公园站
金沙滨河公园站位于中华人民共和国四川省成都市青羊区金沙滨河公园地下，是成都地铁27号线的地铁车站，于2024年12月19日启用。

## 车站概要
金沙滨河公园站位于青羊区金沙街道金沙滨河公园，金泽路蜀辉路口西北侧，沿金泽路北侧公园内东西向设置。因位于金沙滨河公园而得名。本站在规划阶段曾用名“蜀辉路站”。
在原建设规划方案中，27号线一期终点为前一站黄忠站，未包含本站。为吸引三环外侧居住区的客流，提高全线客流服务水平，初步设计方案较建设规划方案在终点端延长两站两区间，金沙滨河公园站得以建设。

## 车站结构
金沙滨河公园站为地下二层单柱双跨11米宽岛式站台车站，全长269米，宽19.9米，总建筑面积14514平方米。施工方法采用明挖法。

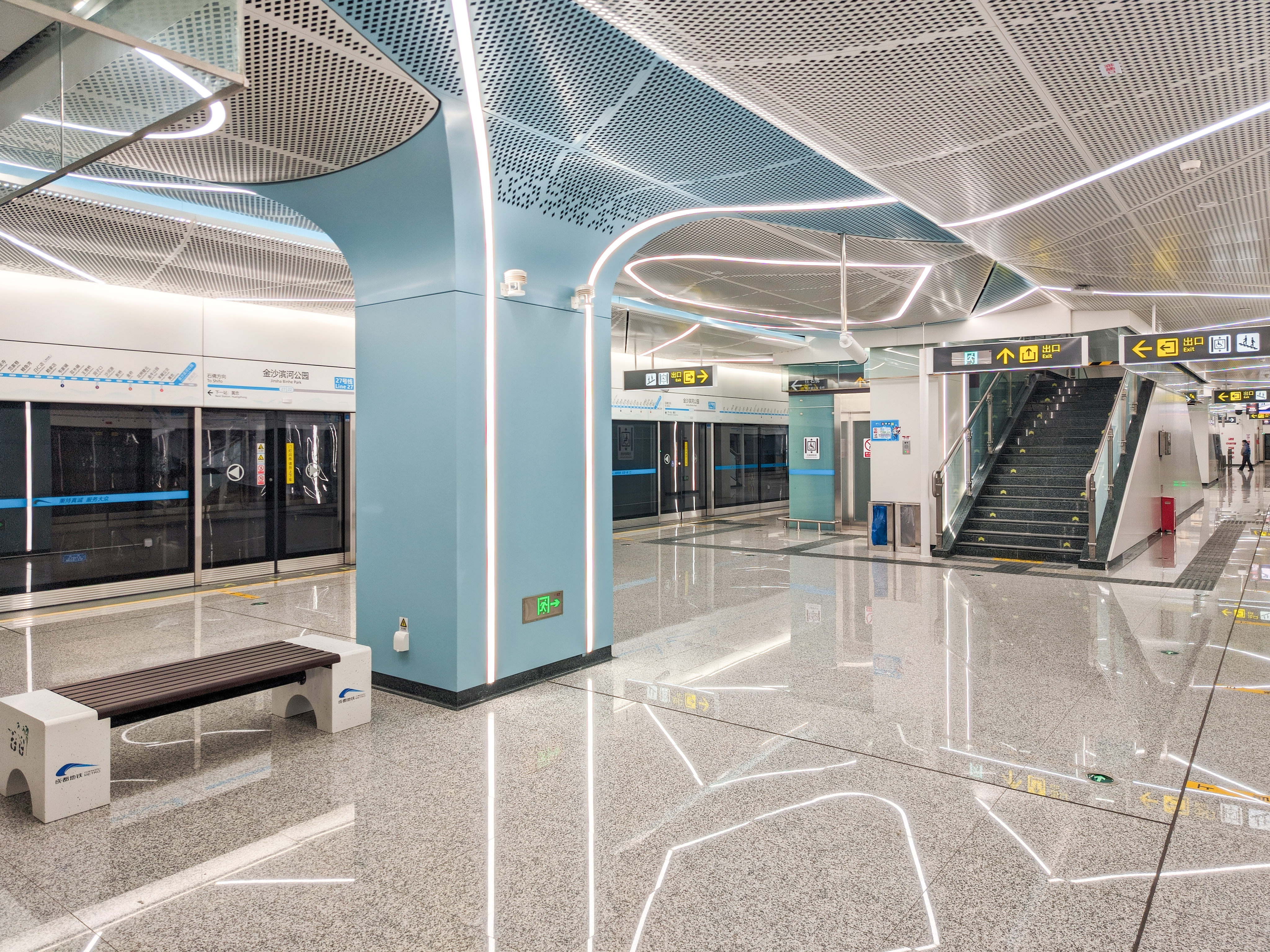
站台
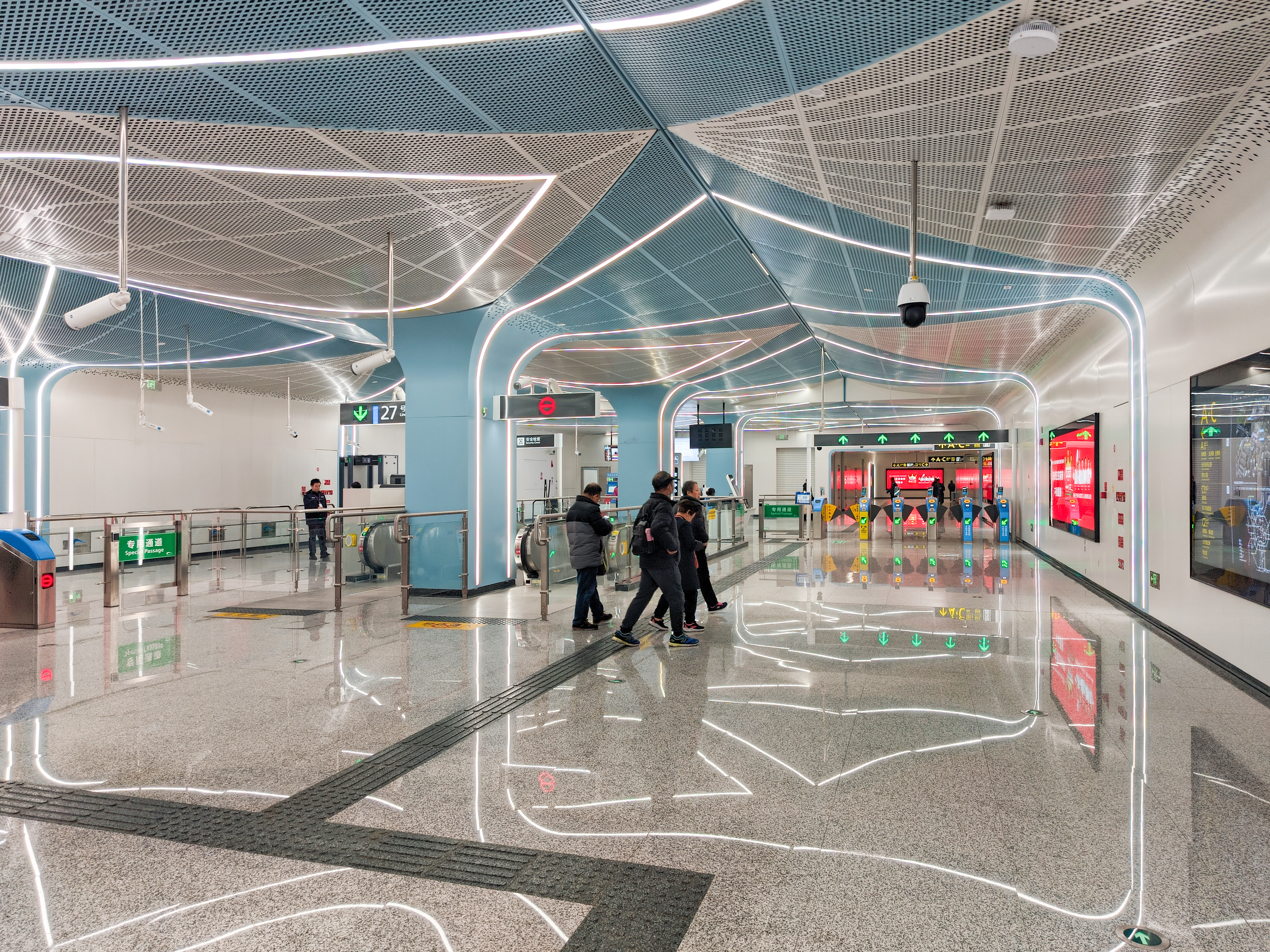
站厅

| 地面              | 0    | 出口A·B·C1·C2                                                                                       |
| 地下一层          | 站厅 | 自助购票 客服中心 无障碍卫生间 哺乳室                                                               |
| 地下二层          | 站台 | \| \| \| 27号线往石佛（黄忠） \| \| 島式 · 開左邊车门 \| \| \| \| \| \| 27号线往蜀鑫路（终点站） \| |
|                   |      | 27号线往石佛（黄忠）                                                                                |
| 島式 · 開左邊车门 |      | |
|                   |      | 27号线往蜀鑫路（终点站）                                                                            |

- 站台
- 站厅

## 出入口
本站目前开放4个出入口。
|              |            |                                    |      |
| 编号         | 设施       | 指示                               | 照片 |
|              | 无障碍电梯 | 金沙滨河公园、蜀辉路、金泽路       |      |
| 出口 · B     |            | 金沙滨河公园、金泽路、西三环路四段 |      |
| 出口 · C · 1 | 无障碍电梯 | 金泽路、蜀辉路、西三环路四段       |      |
| 出口 · C · 2 |            | 金泽路、蜀辉路、蜀风路             |      |

## 历史
- 2022年6月，金沙滨河公园站主体结构封顶。[6]